# Liste der Bodendenkmäler in Feldkirchen (Landkreis München)
Auf dieser Seite sind die Bodendenkmäler in der oberbayerischen Gemeinde Feldkirchen zusammengestellt. Diese Tabelle ist eine Teilliste der Liste der Bodendenkmäler in Bayern. Grundlage ist die Bayerische Denkmalliste, die auf Basis des Bayerischen Denkmalschutzgesetzes vom 1. Oktober 1973 erstmals erstellt wurde und seither durch das Bayerische Landesamt für Denkmalpflege geführt wird. Die folgenden Angaben ersetzen nicht die rechtsverbindliche Auskunft der Denkmalschutzbehörde.

## Bodendenkmäler in Feldkirchen
| Lage                       | Objekt | Akten-Nr.     | Bild           |
| -------------------------- | --- | ------------- | -------------- |
| (Standort)                 | Abgegangene Kirche des Mittelalters und der frühen Neuzeit mit frühmittelalterlichem Kleinkloster, frühneuzeitlicher Eremitenwohnung und aufgelassenem Friedhof (Münster bzw. St. Emmeram bei Feldkirchen). | D-1-7836-0133 |                |
| (Standort)                 | Siedlung vor- und frühgeschichtlicher Zeitstellung. | D-1-7836-0134 |                |
| (Standort)                 | Siedlung vor- und frühgeschichtlicher Zeitstellung. | D-1-7836-0135 |                |
| (Standort)                 | Siedlung der Bronzezeit. | D-1-7836-0138 |                |
| (Standort)                 | Siedlung vor- und frühgeschichtlicher Zeitstellung. | D-1-7836-0139 |                |
| (Standort)                 | Siedlung vor- und frühgeschichtlicher Zeitstellung, u. a. der Bronzezeit. | D-1-7836-0305 |                |
| (Standort)                 | Brandgräber der Hallstattzeit und Siedlung vor- und frühgeschichtlicher Zeitstellung, u. a. der Bronzezeit.                                                                                                 | D-1-7836-0440 |                |
| Kirchenstraße 5 (Standort) | Untertägige mittelalterliche und frühneuzeitliche Befunde im Bereich der katholischen Pfarrkirche St. Jakob der Ältere in Feldkirchen und ihrer Vorgängerbauten.                                            | D-1-7836-0496 | weitere Bilder |
| (Standort)                 | Kreisgräben und Siedlung vorgeschichtlicher Zeitstellung. | D-1-7836-0559 |                |
| (Standort)                 | Siedlung vorgeschichtlicher Zeitstellung. | D-1-7836-0560 |                |